# 彼得·弗雷德里克·斯特劳森
彼得·弗雷德里克·斯特劳森爵士（英語：Sir Peter Frederick Strawson；1919年11月23日—2006年2月13日）英国哲学家，语言哲学牛津学派代表人物。

## 生平
彼得·弗雷德里克·斯特劳森1919年11月23日生于英国伦敦，父母均为教师。后就读于牛津大学圣约翰学院，专业为哲學、政治學及經濟學。1946年起先后担任北威尔斯大学和牛津大学讲师职位，1948年任牛津大学研究员，1968年继任赖尔成为牛津大学形而上学哲学教授，直至1987年退休。1960年，被聘为英国科学院院士，1971年任美国科学院院士，1977年被英国女王封授爵士称号。

## 工作

### 论指称
1950年，斯特劳森发表《论指称》一文，对罗素的摹状词理论提出挑战。

### 描述的形而上学
1959年，斯特劳森出版《个体：论描述的形而上学》，反对奎因的单称词理论，坚持只有单称词所指的对象才能作为基本殊相，重新确立形而上学在分析哲学中的重要地位。

## 著作
- 《个体：论描述的形而上学》，江怡 译，中国人民大学出版社2005年出版